# ديفيد ميلز (لاعب كريكت)
ديفيد ميلز (23 أبريل 1937 في المملكة المتحدة - 16 مارس 2013 بلندن في الإمبراطورية الرومانية) (بالإنجليزية: David Mills)‏ هو لاعب كريكت بريطاني. لعب مع نادي مقاطعة غلوستر للكريكت ‏ وFree Foresters Cricket Club ‏.

## وصلات خارجية
- ديفيد ميلز على موقع إي آس بي آن كريك إنفو (الإنجليزية)